# Darren Bradley
Darren Michael Bradley (Kings Norton, 24 novembre 1965) è un ex calciatore inglese, di ruolo centrocampista.

## Carriera
Dopo aver giocato nelle giovanili dell'Aston Villa esordisce in prima squadra (e più in generale tra i professionisti) nella stagione 1984-1985, all'età di 19 anni; rimane nel club per complessive due stagioni, entrambe trascorse nella prima divisione inglese, nella quale gioca 20 partite senza mai segnare (2 presenze nella stagione 1984-1985 e 18 presenze nella stagione 1985-1986). Nella parte finale della stagione si trasferisce poi al West Bromwich, con cui gioca ulteriori 9 partite in prima divisione retrocedendo però in seconda divisione: nel 1991, dopo cinque stagioni consecutive trascorse giocando da titolare in questa categoria, scende in terza divisione con il club, militando in tale categoria fino al 1993, per poi trascorrere un ulteriore biennio (dal 1993 al 1995) in seconda divisione, per complessive 254 presenze e 9 reti in incontri di campionato. Durante i suoi nove anni al West Bromwich viene in un'occasione (nella stagione 1992-1993) nominato anche nella Squadra dell'anno della PFA (per la terza divisione). Chiude infine la carriera nel 1998, all'età di 33 anni, dopo un biennio trascorso giocando da titolare (71 presenze ed un gol) in terza divisione con il Walsall ed un'ultima stagione a livello semiprofessionistico.
In carriera ha totalizzato complessivamente 345 presenze e 10 reti nei campionati della Football League.

## Palmarès

### Individuale
- Squadra dell'anno della PFA: 1

1992-1993 (Second Division)